# PSYENCE
| 전문가 평가 | 전문가 평가 |
| 평가 점수   | 평가 점수   |
| 출처        | 점수        |
| ----------- | ----------- |
| Allmusic    | [ 1 ]       |

《PSYENCE》는 일본의 기타리스트이자 싱어송라이터인 히데의 두 번째 정규 앨범이다. 2008년 12월 3일에 재발매되었다.

## 앨범
제목은 "PSYCHO(정신병자)"와 "SCIENCE(과학)"을 합친 조어이며, 히데는 이를 "바보학"이라고 말했다. 얼터너티브 록과 인더스트리얼 록 장르의 음악에 대중성을 조화시킨 작품이다. 초회 판에는 핑크색, 연두색, 노란색의 세 가지 패턴이 발매되었다.

## 싱글 발매
- MISERY: 1996년 6월 24일
- BEAUTY & STUPID: 1996년 8월 12일
- Hi-Ho/GOOD-BYE: 1996년 12월 18일

## 수록곡
전체 작사·작곡: 히데
| #            | 제목                                      | 재생 시간 |
| ------------ | ----------------------------------------- | --------- |
| 1.           | 〈PSYENCE〉                               | 3:22      |
| 2.           | 〈ERASE〉                                 | 3:29      |
| 3.           | 〈겐카이 하레츠 (限界破裂)〉              | 4:41      |
| 4.           | 〈DAMAGE〉                                | 4:38      |
| 5.           | 〈LEMONed I Scream〉 (CHOCO-CHIP version) | 2:51      |
| 6.           | 〈Hi-Ho〉                                 | 5:49      |
| 7.           | 〈FLAME〉                                 | 5:23      |
| 8.           | 〈BEAUTY & STUPID〉                       | 4:10      |
| 9.           | 〈OEDO COWBOYS〉 (In Low-Fi Mono!)        | 1:26      |
| 10.          | 〈BACTERIA〉                              | 5:41      |
| 11.          | 〈GOOD-BYE〉                              | 4:01      |
| 12.          | 〈Cafe Le Psyence〉                       | 1:03      |
| 13.          | 〈LASSIE (demo master version)〉          | 3:34      |
| 14.          | 〈POSE〉                                  | 4:59      |
| 15.          | 〈MISERY〉 (remix version)                | 5:12      |
| 16.          | 〈ATOMIC M･O･M〉                          | 2:38      |
| 총 재생 시간 | 총 재생 시간                              | 62:15     |

## 참여
- 히데(hide) - 프로듀서, 보컬, 작사/작곡/편곡, 기타, 베이스 기타(트랙 3, 10제외)
- I.N.A.(이나다 카즈히코) - 프로그래밍, 기술
- 카네우치 타카시 - 베이스(3, 10)
- 조(JOE) - 드럼(7, 11 제외)
- Eiki "yana" Yanagita(Zeppet Store) - 드럼(7, 11)
- Eric Westfall - 피아노, 기술